# أحمد بن حمد بن أحمد آل خليفة
الشيخ الرائد أحمد بن حمد بن أحمد آل خليفة (ولد في 1973 في الرفاع، البحرين) عسكري ورياضي بحريني. ينتمي للعائلة الحاكمة في البحرين. يشغل حاليا منصب رئيس الجمارك بوزارة الداخلية.

## النشأة والتعليم
حصل على بكالوريوس العلوم العسكرية في القيادة والسيطرة والاتصالات مع مرتبة الشرف من الكلية العسكرية للعلوم في بريطانيا العام 1995 ثم تخرج من أكاديمية ساندهيرست العسكرية الملكية في العام التالي. أكمل دراسة الدورة التأسيسية والتقدمية في مجال الدروع بتقدير ممتاز كما شارك في العديد من الدورات العسكرية المتخصصة في مجال الإدارة العسكرية.

## المسيرة المهنية والرياضية
انتسب في قوة دفاع البحرين في العام 1991. وصل إلى رتبة رائد في الدروع الملكية.
يعد من الكفاءات الوطنية الشابة التي أثبتت وجودها على الساحة الرياضية البحرينية منذ توليه رئاسة الاتحاد البحريني لكرة الطاولة العام 2005.
عمل في المؤسسة العامة للشباب والرياضة خلال الفترة من 2006-2008 وتم تكليفه آنذاك بالإشراف على متابعة مشروع مدينة عيسى الرياضية كما تم تكليفه بالإعداد والتحضير لورشة تطوير إستراتيجية كرة القدم البحرينية التي أقيمت بالتعاون مع الاتحاد الدولي لكرة القدم العام 2007.
انتخب عضوا في مجلس إدارة اللجنة الأولمبية البحرينية العام 2006 وتولى مهام القائم بأعمال الأمين العام خلال عامي 2007 و2008 ثم تولى مهام الأمين العام في العام 2009.
على امتداد سنوات عمله في اللجنة الأولمبية ترأس العديد من البعثات الرياضية البحرينية في الدورات الآسيوية ولعب دورا محوريا في بناء شبكة علاقات واسعة مع المسئولين في اللجنة الأولمبية الدولية والمجلس الأولمبي الآسيوي كما يمتلك علاقات قوية مع المسئولين في نادي إنتر ميلان الإيطالي أثمرت عن ترتيب المباراة الودية بين منتخب البحرين لكرة القدم والفريق الإيطالي في سويسرا العام 2009 وزيارة رئيس النادي وعدد من نجومه إلى البحرين.
يشغل عضوية لجنة الإحصاء والمعلومات في المجلس الأولمبي الآسيوي منذ العام 2007 وعضوية المكتب التنفيذي لرؤساء اللجان الأولمبية بدول مجلس التعاون الخليجي منذ العام 2006 إذ ساهم في بلورة ملامح دورة الألعاب الشاطئية الخليجية التي أبصرت النور على أرض مملكة البحرين وأيضا دورة الألعاب الرياضية الخليجية التي استضافتها البحرين في أبريل 2011.
خلال رئاسته للاتحاد البحريني لكرة الطاولة منذ العام 2006 نجح الاتحاد في تنظيم جولات بطولة كأس العالم للناشئين والأشبال أكثر من مرة كما تمكن الاتحاد من نيل شرف تنظيم بطولة العالم للشباب في 2010 كأكبر حدث من نوعه تستضيفه البحرين في لعبة كرة الطاولة.
أصدر رئيس المجلس الأعلى للشباب والرياضة رئيس اللجنة الأولمبية البحرينية ناصر بن حمد آل خليفة قرارا بتعيينه أمين عام متفرغ للجنة الأولمبية البحرينية وذلك على ضوء اعتماد مجلس إدارة اللجنة الاولمبية للهيكل الجديد للجهاز التنفيذي باللجنة.
في 18 مايو 2016 صدر عن نائب الملك ولي العهد سلمان بن حمد آل خليفة مرسوم رقم 37 لسنة 2016 نص على تعيينه رئيسا للجمارك في وزارة الداخلية.
في 12 ديسمبر 2020 أعلن مجلس المنظمة العالمية للجمارك عن فوز آل خليفة برئاسة مجلس المنظمة بالتزكية ليصبح ثالث عربي يتولى هذا المنصب الرفيع في المنظمة حيث جاء إعلان ذلك خلال الجلسة الاستثنائية 137 لمجلس المنظمة التي عقدت خلال الفترة من 10 ولغاية 12 ديسمبر الجاري عبر الاتصال المرئي بمشاركة 183 دولة عضو في المنظمة.
في 26 يونيو 2021 فاز آل خليفة برئاسة المنظمة العالمية للجمارك بالتزكية حيث أعاد أعضاء المنظمة انتخابه لفترة ثانية تقديرا لجهوده في إدارة أعمال المنظمة في المرحلة الماضية وذلك خلال جلسة اجتماع المنظمة 138 والتي عقدت خلال الفترة من 24 – 26 يونيو 2021م بمشاركة 183 عضوا في المنظمة.
في 25 يونيو 2022 صادق مجلس المنظمة العالمية للجمارك في دورته 139/140 في العاصمة البلجيكية بروكسل بتزكية آل خليفة رئيسا للمجلس لفترة استثنائية ثالثة للعام 2022-2023م والتي تعد سابقة في السنوات الأخيرة حيث يسمح النظام بإنتخاب رئيس المجلس لولاية مدتها سنة واحدة بالإضافة إلى إمكانية إعادة انتخابه لفترة ثانية مدتها سنة واحدة وفي حالات استثنائية يمكن أن يعيد المجلس انتخاب شاغل المنصب لفترة ثالثة مدتها سنة واحدة.
في 7 أبريل 2022 أطلق مشروع النافذة الوطنية الواحدة «أفق 2» الذي يهدف إلى تطوير الخدمات الرقمية الخاصة بالفسح وتسليم البضائع وفق أفضل الممارسات العالمية في هذا المجال.

## الجوائز والتكريمات
في 16 ديسمبر 2018 تم تكريمه من قبل ملك البحرين حمد بن عيسى بن سلمان آل خليفة.